# Ергарт (супутник)
Ергарт (англ. Earhart) — мінісупутник, один із супутників-пастухів Сатурна.
Супутник є мінімісяцем Сатурна, котрий також називають «пропелером Транс-Енке». Радіус місяця становить менше 1000 метрів. Він рухається орбітою на відстані в 133 798 км від Сатурна, у зовнішній частині кільця А, ззовні від щілини Енке, тому власне й називається «Транс-Енке».
Супутник має неофіційну назву на честь американської авіаторки Амелії Ергарт.